# Pulau Semau
Pulau Semau är en ö i Indonesien.   Den ligger i provinsen Nusa Tenggara Timur, i den sydöstra delen av landet, 1 900 km öster om huvudstaden Jakarta. Arean är 226 kvadratkilometer.
Terrängen på Pulau Semau är platt. Öns högsta punkt är 188 meter över havet. Den sträcker sig 25,2 kilometer i nord-sydlig riktning, och 22,6 kilometer i öst-västlig riktning.